# Kit Carson County
Kit Carson County is een county in de Amerikaanse staat Colorado, vernoemd naar de Amerikaanse militair en verkenner Kit Carson.
De county heeft een landoppervlakte van 5.597 km² en telt 8.011 inwoners (volkstelling 2000). De hoofdplaats is Burlington.